# Péchés philosophique et théologique
 (septembre 2017).
Le péché philosophique est un acte moralement mauvais qui viole l'ordre naturel de la raison, sans référence à une loi divine, alors que le péché théologique est une transgression de la loi divine.

## Histoire
L'existence du péché philosophique a été l'objet d'une discussion dans l'Église catholique romaine vers la fin du XVIIe siècle. Ceux qui construisaient un système moral indépendant de Dieu soutenaient l'idée d'un « péché philosophique » qu'ils opposaient au « péché théologique ». Les partisans de cette distinction, qui ont des tendances athées, nient l'existence de Dieu ou soutiennent que sa Providence ne s'intéresse pas aux actes humains. Cette position fait disparaître le péché au sens théologique, puisqu'elle fait disparaître Dieu et sa Loi, sa récompense et sa punition. Ceux qui admettent l'existence de Dieu, de sa loi, de la liberté et de la responsabilité humaines, mais n'en distinguent pas moins entre le péché philosophique et le péché théologique, enseignent que, dans le présent ordre de la providence divine, il y a des actes moralement mauvais qui, même s'ils violent l'ordre de la raison, ne sont pas des injures à Dieu. Ils fondent leur assertion sur le fait que le pécheur peut ignorer l'existence de Dieu, ou ne pas penser vraiment à lui ni à sa loi quand il agit. Le principe est que, si l'on ne connaît pas Dieu ou si on ne pense pas à lui, il est impossible de l'offenser.
Cette doctrine du péché philosophique a été jugée en 1690 scandaleuse, téméraire et erronée par le pape Alexandre VIII quand il a condamné la proposition suivante : « Le péché philosophique ou moral est un acte humain qui n'est pas en accord avec la raison naturelle, le péché théologique et mortel est une transgression délibérée de la loi divine. Aussi grave qu'il puisse être, le péché philosophique chez celui qui ignore Dieu ou en fait ne pense pas à lui, est effectivement un péché grave, mais non une offense à Dieu, ni un péché mortel capable de rompre l'amitié avec Dieu et digne de punition éternelle. » L'Église soutient au contraire que le péché peut être une offense envers Dieu, même si le pécheur ne connaît pas Dieu ou ne pense pas à lui quand il pèche.

## Sources
- (en) Cet article est partiellement ou en totalité issu de l’article de Wikipédia en anglais intitulé « Philosophical sin » (voir la liste des auteurs).
- Cet article reprend le texte de l'article Sin de la Catholic Encyclopedia de 1913, une publication tombée dans le domaine public.